# Berättelser ur svenska historien (Fryxell)
Berättelser ur svenska historien, med undertiteln Till ungdomens tjenst utgifven, är ett historiskt bokverk av Anders Fryxell (1795–1881), som utkom i 49 delar 1823–1893. Mera krönikör än vetenskapsman har Fryxell ansetts som en av Sveriges främsta historiska författare. Han var pacifist och kungakritisk, där den senare författaren av historiska verk Carl Grimberg var krigiskt nationell och konservativ.

## Verkets tillkomst
Arbetet med verket pågick mycket länge. Första delen utkom redan 1823 och den sista, del 46, där Fryxell kommit fram till Gustaviansk tid år 1879. Tre ytterligare delar, som avhandlade Gustav III:s och Gustav IV Adolfs tid, skrevs av Otto Sjögren och utkom 1891–1893. En illustrerad upplaga i 6 band utgavs 1894–1902 och en ny "nationalupplaga" i 46 band 1900-04.
Då Fryxell 1832 hade nått fram till tiden för Gustav II Adolfs död, stod han på höjden av sitt rykte som historisk författare. Berättandet hade dock med tiden börjat ändra karaktär. De första delarna skrevs helt utan någon källforskning och byggde på äldre historikers skildringar, som Fryxell skickligt broderade ut till spännande berättelser. Från och med beskrivningarna av det sena 1500-talet började han dock förlita sig alltmer på källforskning, även om han höll fast vid föresatsen att skriva populärt för ungdomen och folket.

## Utökade ambitioner
Med de fyra delarna om Kristinas förmyndares och hennes egen regerings historia (1838–42) ändrades emellertid planen fullständigt. Uppgiften blev anspråksfullare och verket blev nu en på självständig forskning stödd historia. Omfånget svällde samtidig oerhört. I tio delar hade skildringen förts fram till 1654, medan de följande 117 åren, fram till Gustaf III:s revolution 1772, omfattade hela 36 volymer. Eftersom Fryxell främst utgick från att biografera de historiska personerna, kom statslivets utveckling att få en mer undanskymd plats i framställningen.

## Verket som inspirationskälla
Fryxell inspirerade flera skönlitterära författare såsom Zacharias Topelius i Fältskärns berättelser, Viktor Rydberg i Fribytaren på Östersjön, Verner von Heidenstam i Svenskarna och deras hövdingar, Carl Snoilsky i Svenska bilder och August Strindberg.